# Klaus Schröder (Fußballspieler)

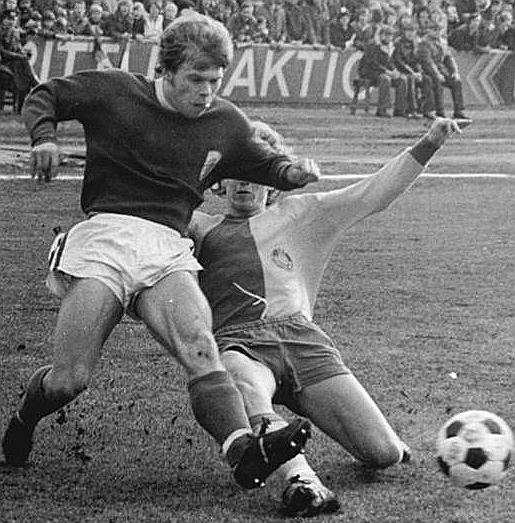
Schröder (links) 1976

Klaus Schröder (* 8. Dezember 1954 in Meilitz) ist ein ehemaliger deutscher Fußballspieler. In der DDR-Oberliga, der höchsten Spielklasse im DDR-Fußball, spielte er für den FC Carl Zeiss Jena, den FC Rot-Weiß Erfurt und die BSG Motor Suhl.

## Sportliche Laufbahn
Er begann mit dem Fußballspielen auf BSG-Ebene 1963 bei Aufbau Gera-Leumnitz. Von 1967 bis 1968 war er bei der BSG Wismut Gera und ab 1968 bei der BSG Aktivist Roßleben aktiv, von der er 1971 in die Juniorenoberligamannschaft des FC Carl Zeiss Jena delegiert wurde. Dort entwickelte sich Schröder trotz des späten Wechsels zu einem Fußballclub zum Juniorennationalspieler. Sein erstes Länderspiel in dieser Altersklasse bestritt er am 22. September 1972. In der Begegnung Ungarn – DDR (1:2) wurde er in der 57. Minute eingewechselt. Weitere vier Einsätze folgten und 1973 war der FCC-Akteur Teil der DFV-Auswahl, die beim UEFA-Juniorenturnier in Italien den 2. Platz belegte.
Einen Monat nach seinem ersten Juniorenländerspiel kam Schröder zu seinem Debüt in der DDR-Oberliga. Am 21. Oktober 1972 wurde der 17-Jährige in der Begegnung des 6. Oberligaspieltages der Saison 1972/73 FC Carl Zeiss – BFC Dynamo (3:1) von Trainer Hans Meyer in 70. Minute auf das Feld geschickt. In dieser Saison kam der 1,75 Meter große Schröder noch am 24. und 26. Spieltag zu zwei weiteren Kurzeinsätzen. In der Saison 1973/74 spielte er ausschließlich mit der 2. Mannschaft in der zweitklassigen DDR-Liga. Ab 1974/75 gehörte Schröder offiziell zur Oberligamannschaft des FC Carl Zeiss, musste sich aber mit der Rolle eines Ersatzspielers begnügen. Er kam zwar in 18 der 26 ausgetragenen Oberligapunktspiele zum Einsatz, bestritt aber nur neun Begegnungen als rechter Stürmer über 90 Minuten. In der Saison 1975/76 schaffte er mit 24 Punktspielen den Durchbruch zum Stammspieler und war auf rechtsaußen als Angreifer gesetzt. 1976/77 tendierte Trainer Meyer dazu, Schröder überwiegend als linken Stürmer einzusetzen, der diesmal auf 23 Punktspieleinsätze kam. Gleichzeitig setzte er seine internationale Laufbahn mit vier B-Länderspielen fort. In der Spielzeit 1977/78 erfuhr Schröders Karriere beim FC Carl Zeiss ein unerwartetes Ende. Trainer Meyer behandelte Schröder nur noch Ersatzspieler und setzte ihn zwischen dem 1. und 18. Spieltag nur noch achtmal in der Oberliga ein, keines dieser Spiele bestritt Schröder über die volle Dauer. Nach Saisonende beendet Schröder sein Engagement beim FC Carl Zeiss Jena, für dessen 1. Mannschaft er innerhalb von sieben Jahren 99 Pflichtspiele (76 Oberligaspiele, 10 Tore – 16 nationale Pokalspiele, 4 Tore – 7 Europapokalspiele) bestritten und 14 Tore erzielt hatte.
Im Sommer 1978 genehmigte der DDR-Fußball-Verband Schröders Wechsel zum Oberligisten FC Rot-Weiß Erfurt. Unter Trainer Manfred Pfeifer war Schröder von Saisonbeginn an als Linksaußenstürmer gesetzt und absolvierte in seiner ersten Erfurter Spielzeit 22 Oberligapunktspiele. Zur Saison 1979/80 nahm ihn Pfeifer in das Mittelfeld zurück, und Schröder gehörte mit 23 Punktspieleinsätzen erneut zur Stammelf. Am 17. Mai 1980 stand er mit dem FC Rot-Weiß im Finale um den DDR-Fußballpokal. Im zentralen Mittelfeld spielend, unterlag er mit seiner Mannschaft seinem ehemaligen Klub Carl Zeiss Jena in der Verlängerung mit 1:3. 1980/81 erlitt Schröder einen erneuten Karriere-Einbruch. Er bestritt in dieser Saison nur neun Oberligaspiele, davon nur fünf über die volle Spieldauer. In der Hinrunde der Saison 1981/82 bestritt Schröder sein letztes Oberligaspiel für den FC Rot-Weiß. Am 14. November 1981, dem 10. Spieltag stand er in der Begegnung FC Carl Zeiss Jena – FC Rot-Weiß (2:2) noch einmal in den letzten 10 Minuten in der Erfurter Oberligamannschaft. Es war sein 55. Oberligaspiel für Erfurt, viermal war er zum Torerfolg gekommen.
Im ersten Halbjahr 1982 spielte Schröder mit der BSG Motor Rudisleben in der DDR-Liga und wechselte danach zum direkten Ligakonkurrenten BSG Motor Suhl. Bereits ein Jahr später kehrte er in die Oberliga zurück, denn zum Saisonende 1983/84 hatte Motor Suhl den Aufstieg in die Erstklassigkeit geschafft. Von den 30 ausgetragenen Liga- und Aufstiegsrundenspielen hatte Schröder 29 Partien bestritten. Für die Oberligasaison 1984/85 hatte Trainer Ernst Kurth Schröder für das Mittelfeld vorgesehen, und dort bestritt dieser 20 Punktspiele auf wechselnden Positionen. Mit dieser Saison endete Schröders Oberligalaufbahn endgültig, denn Motor Suhl schaffte nicht den Klassenerhalt und musste bereits nach einem Jahr wieder in die Zweitklassigkeit absteigen, aus der es auch später keinen Aufstieg mehr gab. Schröder spielte noch sechs Spielzeiten für Suhl in der DDR-Liga. In der Saison 1985/86 übernahm er für ein Jahr das Amt des Mannschaftskapitäns, im Laufe der Saison 1988/90 beendete er seine Laufbahn als Leistungssportler. In seinen elf Oberligaspielzeiten war er auf 151 Einsätze gekommen und hatte 14 Tore erzielt.
Schröder erlangte an der Deutschen Hochschule für Körperkultur einen Abschluss als Diplom-Sportwissenschaftler, das Thema seiner 1982 angenommenen Diplomarbeit lautete Das spieltaktische Handeln beim Spielaufbau und seine planvolle Ausbildung. Er durchlief ebenfalls eine Ausbildung zum Krankengymnast, war als solcher in Bad Neustadt und später in Hofheim tätig. Dort betreute er auch den Bezirksligisten Hofheimer SV als Spielertrainer. Am 1. März 1996 wurde er unter Felix Magath Co-Trainer des Bundesligisten Hamburger SV.